# Timur Morgunov
Timur Igorevič Morgunov (in russo Тимур Игоревич Моргунов?; Kopejsk, 12 ottobre 1996) è un astista russo, medaglia d'argento agli europei di Berlino 2018.

## Biografia
All'età di ventun anni ai campionati europei di atletica leggera di Berlino 2018 ha vinto la medaglia d'argento nel salto con l'asta, con la misura di 6,00 metri. Ha terminato la gara, condotta con gli Atleti Neutrali Autorizzati a seguito della squalifica per doping di Stato della federazione russa, alle spalle del diciottenne svedese Armand Duplantis, che con la misura di 6,05 m. Nella gara ha battuto il francese Renaud Lavillenie, primatista mondiale.

## Palmarès
| Anno                                                | Manifestazione | Sede    | Evento           | Risultato | Prestazione | Note                          |
| --------------------------------------------------- | -------------- | ------- | ---------------- | --------- | ----------- | ----------------------------- |
| In rappresentanza degli Atleti Neutrali Autorizzati |                |         |                  |           |             |                               |
| 2018                                                | Europei        | Berlino | Salto con l'asta | Argento   | 6,00 m      | Miglior prestazione personale |

## Altre competizioni internazionali
2018
- Vincitore della Diamond League nella specialità del salto con l'asta